# WTA Challenger de Tampico
O WTA Challenger de Tampico – ou Abierto Tampico, atualmente – é um torneio de tênis profissional feminino, de nível WTA 125.
Realizado em Tampico, no sudeste da México, estreou em 2022. Os jogos são disputados em quadras duras durante o mês de outubro.

## Finais
Fonte: WTA - Abierto Tampico - Past Winners

### Simples
| Ano  | Campeã                 | Vice-campeã     | Resultado      |
| ---- | ---------------------- | --------------- | -------------- |
| 2024 | Marina Stakusic        | Anna Blinkova   | 6–4, 2–6, 6–4  |
| 2023 | Emina Bektas           | Anna Kalinskaya | 6–3, 3–6, 7–63 |
| 2022 | Elisabetta Cocciaretto | Magda Linette   | 7–65, 4–6, 6–1 |

### Duplas
| Ano  | Campeãs                               | Vice-campeãs                      | Resultado |
| ---- | ------------------------------------- | --------------------------------- | --------- |
| 2024 | Carmen Corley Rebecca Marino          | Alina Korneeva Polina Kudermetova | 6–3, 6–3  |
| 2023 | Kamilla Rakhimova Anastasia Tikhonova | Sabrina Santamaria Heather Watson | 7–65, 6–2 |
| 2022 | Tereza Mihalíková Aldila Sutjiadi     | Ashlyn Krueger Elizabeth Mandlik  | 7–5, 6–2  |